# 三星Galaxy Tab系列

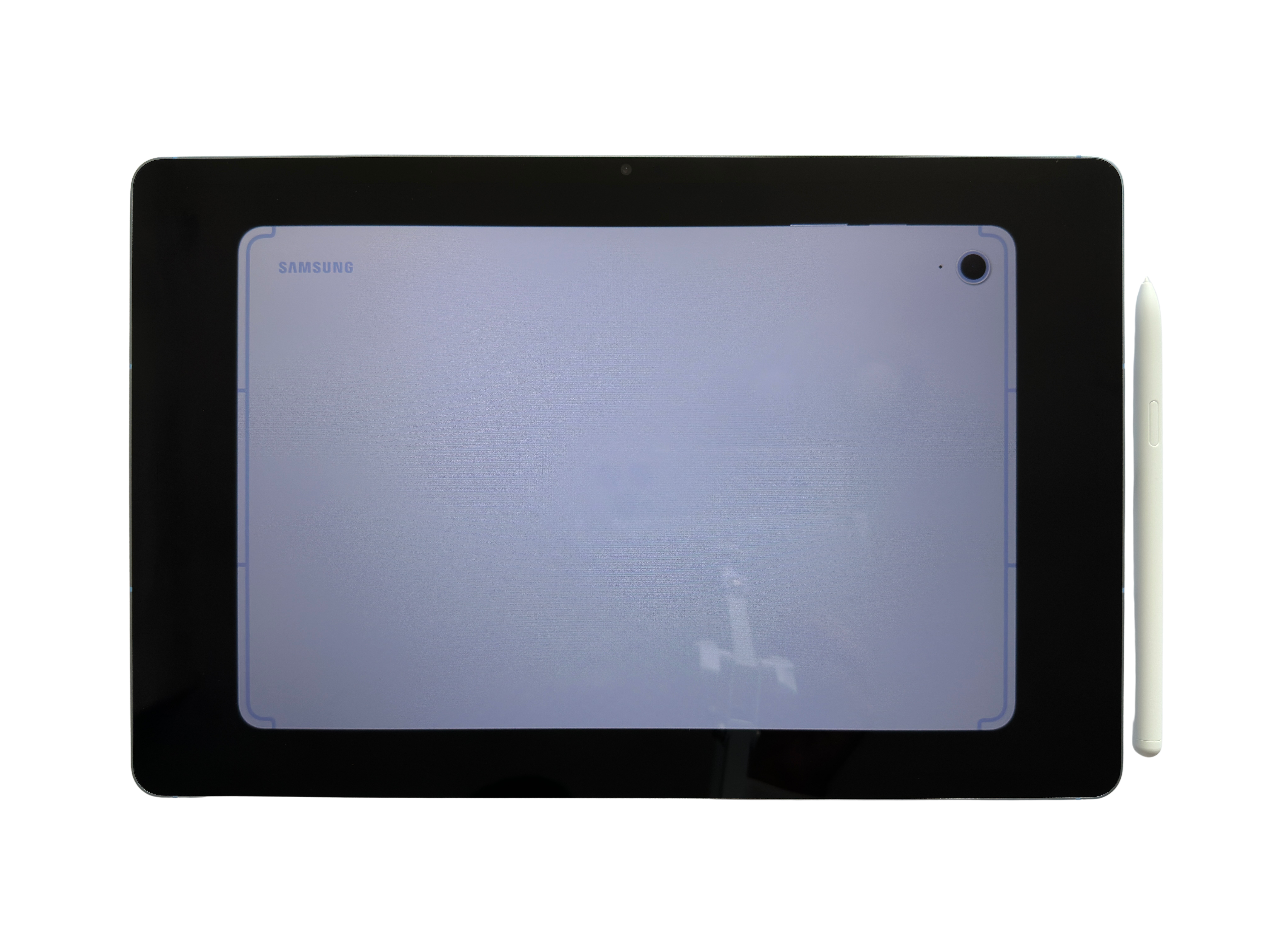
Samsung Galaxy Tab S 平板電腦

三星Galaxy Tab系列是由三星電子生產的基於Android以及基於Windows系統的平板電腦系列。該系列的第一款型號是7英寸三星Galaxy Tab，於2010年9月2日於柏林国际广播展上向公眾展示，並於2010年11月5日上市。從那時起，三星電子後續發佈多種型號，包括帶有7.7、8.9和10.1英寸顯示屏的型號。平板電腦的Wi-Fi版本都包括GPS系統，3G / 4G / 5G平板電腦則增加了蜂窩功能。